# Revenge of the Nerds
Revenge of the Nerds (La venganza de los nerds en Hispanoamérica y La revancha de los novatos en España) es una película cómica estadounidense de 1984, dirigida por Jeff Kanew. Su trama se basa en las aventuras de un grupo de nerds que tratan de rebelarse contra las humillaciones perpetradas por la cofradía Alfa-Beta.

## Argumento
Dos jóvenes, Louis (Robert Carradine) y Gilbert (Anthony Edwards) están por comenzar la universidad. Son aceptados en la Universidad de Adams, centro de importancia nacional. Desafortunadamente para ellos, son categorizados en la categoría de nerds, los intelectuales jóvenes y socialmente torpes. Stan (Ted McGinley) es el líder del grupo de alumnos que controla la Hermandad estudiantil Universitaria dominante, llamada Alpha Beta, y se compone principalmente de personajes populares y jugadores de fútbol americano en la universidad. El mismo entrenador tiene más poder que el director de la Escuela, que es un nerd.
El grupo de nerds tratan de conformar su propia hermandad, pero el consejo griego de la universidad rechaza la petición, estaba controlado por los Alfa Beta. Por último consiguen ser aceptados por una comunidad hasta entonces integrada exclusivamente por negros llamada Lambda Lambda Lambda. Desde entonces todo su esfuerzo es vengarse de los Alfa Beta y sus aliadas femeninas.

## Reparto
- Robert Carradine: Louis Skolnick
- Anthony Edwards: Gilbert Lowell
- Timothy Busfield: Arnold Poindexter
- Andrew Cassese: Harold Wormser
- Curtis Armstrong: Dudley 'Booger' Dawson
- Larry B. Scott: Lamar Latrell
- Brian Tochi: Toshiro Takashi
- Julia Montgomery: Betty Childs
- Michelle Meyrink: Judy
- Ted McGinley: Stan Gable
- Matt Salinger: Danny Burke
- Donald Gibb: Fred Palowakski « l'ogre », Alpha Beta
- James Cromwell: M. Skolnick
- David Wohl: Dean Ulich
- John Goodman: Coach Harris
- Bernie Casey: U.N. Jefferson
- Alice Hirson: Florence Lowe (« Flo »)

## Secuelas
A la buena recepción por parte del público del filme le siguieron el rodaje de tres secuelas, las cuales no llegaron a contar con el éxito de la primera. Las dos últimas fueron películas lanzadas exclusivamente para televisión.
- Revenge of the Nerds II: Nerds in Paradise (1987)
- Revenge of the Nerds III: The Next Generation (1992)
- Revenge of the Nerds IV: Nerds in Love (1994)

## Producción
Varias de las grabaciones en escenas exteriores como la llegada de los nerds a la universidad y las casas de la fraternidad fueron filmadas en la Universidad de Arizona en Tucson. La residencia original de los Nerds, de la que fueron expulsados por los Alpha Betas, fue en realidad Cochise Hall. [5] Su residencia posterior fue en U of A's Bear Down Gymnasium. 
La casa original de la fraternidad Alpha Beta que se quemó fue filmada en la casa Alpha Gamma Rho y en la casa Beta Theta Pi (en University Boulevard); mientras que la casa de la hermandad Pi Delta Pi era en realidad la casa de la fraternidad Phi Delta Theta.

## Banda sonora
| N.º | Título                            | Artist                         | Duración |  |
| 1.  | «Manhattan»                       | Andrea & Hot Mink              | 3:45     |  |
| 2.  | «Don't Talk»                      | Ya Ya                          | 4:02     |  |
| 3.  | «One Foot in Front of the Other»  | Bone Symphony                  | 3:10     |  |
| 4.  | «Breakdown»                       | The Rubinoos                   | 3:34     |  |
| 5.  | «Revenge of the Nerds»            | The Rubinoos                   | 3:19     |  |
| 6.  | «They're So Incredible»           | Revenge                        | 3:54     |  |
| 7.  | «Are You Ready?»                  | Ya Ya                          | 4:02     |  |
| 8.  | «Are You Ready for the Sex Girls» | Gleaming Spires                | 4:10     |  |
| 9.  | «Right Time for Love»             | Pat Robinson and Jill Michaels | 4:00     |  |
| 10. | «All Night Party»                 | Gleaming Spires                | 2:31     |  |

Ollie E. Brown, de Ollie & Jerry fame, escribió e interpretó como Venganza la canción "They're So Incredible" para la película. "They're So Incredible" se realiza con diferentes letras de los nerds en la película en el evento final de los Juegos griegos. 
El tema de “We Are the Champions " del grupo británico de Queen es tocada durante el final de la película.

## Recepción
La película tiene un índice de aprobación del 70% y un promedio de 5.9 / 10 en el sitio web de agregados de la revisión Rotten Tomatoes basado en 43 revisiones de críticos. El consenso es: "Sin lugar a dudas y de poca importancia pero sorprendentemente astuta, Revenge of the Nerds tiene suficientes risas para calificar como un clásico menor en el subgénero slobs-vs-snobs". También tiene una proporción de 44 sobre 100 en Metacritic basado en seis revisiones de críticos y significa "revisiones mixtas o promedio". [8] Revenge of the Nerds es el número 91 en las "100 películas más divertidas" de Bravo. [9]

## Edición
La película fue estrenada en cines el 20 de julio de 1984, mientras que su versión para DVD se lanzó el 6 de marzo de 2007 y en Blue-ray el 6 de mayo de 2014, por 20th Century Fox Home Entertainment.

## Influencia
Debido a la influencia de la película, varias sucursales de Lambda Lambda Lambda han surgido en diferentes lugares de los Estados Unidos. La fraternidad de la vida real cuenta con seis fraternidades en los estados de Connecticut, Maryland, Nueva York y Washington.

## Propuesta de Remake
Se programó un nuevo remake de la Revenge of the Nerds original en 2007, el primer proyecto para el recientemente creado Fox Atomic , pero se canceló en noviembre de 2006 luego de dos semanas de filmación. [17] El reparto incluyó a Adam Brody, Dan Byrd, Katie Cassidy, Kristin Cavallari, Jenna Dewan, Chris Marquette, Ryan Pinkston, Efren Ramírez y Nick Zano. La película iba a ser dirigida por Kyle Newman, producción ejecutiva correría por cuenta de McG y sería escrita por Gabe Sachs, Jeff Judah, Adam Jay Epstein, Andrew Jacobson y Adam F. Goldberg. 
El rodaje tuvo lugar en Atlanta, Georgia, en el Agnes Scott College, el Capitolio del Estado de Georgia y el Inman Park. La filmación estaba originalmente programada para llevarse a cabo en la Universidad de Emory, pero las autoridades académicas cambiaron de opinión después de leer el guion. La película se archivó después de que los productores encontraron la película difícil de filmar en el campus más pequeño de Agnes Scott y el director del estudio, Peter Rice, estaba decepcionado con los diarios. El personal de 20th Century Fox ha declarado que es muy poco probable que se reitere una nueva versión en el futuro.

## Programa de televisión
A mediados de la década de 2000, Armstrong y Carradine pensaron una idea para un programa de televisión basado en nerds que compiten entre sí en desafíos, inspirados en Revenge of the Nerds. Sin embargo, la idea fue rechazada en ese momento, debido a la competencia Beauty and the Geek. Seis años más tarde, Armstrong y Carradine la idea maduró y obtuvieron permiso para realizar el programa en TBS en el año 2012. King of the Nerds estuvo presente durante tres temporadas, de 2013 a 2015, y Armstrong y Carradine condujeron el programa.